# Trần Phương Bình
Trần Phương Bình (sinh năm 1959 – 18 tháng 6 năm 2024) là giảng viên kinh tế và doanh nhân người Việt Nam. Ông nguyên là Phó Chủ tịch Hội đồng quản trị, Tổng Giám đốc, Chủ tịch Hội đồng tín dụng Ngân hàng Đông Á (DongABank - DAB).

## Tiểu sử
Trần Phương Bình là cử nhân ngành kinh tế thương mại.
Trần Phương Bình từng tham gia giảng dạy kinh tế trong 8 năm ở các trường đại học khác nhau.
Sau đó, vào năm 1990, ông chuyển sang làm việc trong ngành ngân hàng.
Năm 1998, Trần Phương Bình giữ chức vụ Tổng giám đốc Ngân hàng Đông Á, kiêm Phó Chủ tịch Hội đồng Quản trị ngân hàng này cho đến khi bị miễn nhiệm vào năm 2015.
Tính đến ngày 30 tháng 6 năm 2014, Trần Phương Bình nắm giữ 15,000,000 cổ phiếu ngân hàng Đông Á, tương đương tỷ lệ 3,0%, là cá nhân có tỷ lệ sở hữu cao nhất tại ngân hàng này.
Ngày 20 tháng 8 năm 2015, Trần Phương Bình bị Ban Kiểm soát đặc biệt của Ngân hàng Nhà nước Việt Nam đình chỉ chức vụ Tổng Giám đốc Ngân hàng Đông Á. Người được chỉ định thay thế ông giữ chức vụ Tổng giám đốc Ngân hàng Đông Á là ông Võ Hải Nam, Giám đốc Ban Quản lý rủi ro Ngân hàng BIDV hội sở chính.
Ngày 18 tháng 6 năm 2024, Ông Bình qua đời khi đang thi hành án tù chung thân sau khi để xảy ra nhiều sai phạm tại Ngân hàng Đông Á trong giai đoạn ông làm lãnh đạo.

## Bị bắt giữ và khởi tố
Ngày 9 tháng 12 năm 2016, Cục Cảnh sát điều tra tội phạm kinh tế và chức vụ (C46), Bộ Công an Việt Nam đã ra quyết định khởi tố vụ án "Cố ý làm trái quy định của Nhà nước về quản lý kinh tế gây hậu quả nghiêm trọng" và "Vi phạm quy định về cho vay trong hoạt động của các tổ chức tín dụng" tại ngân hàng Đông Á, khởi tố bị can và bắt tạm giam Trần Phương Bình. Ông Bình bị khởi tố về 2 tội là "Cố ý làm trái quy định của Nhà nước về quản lý kinh tế gây hậu quả nghiêm trọng" và "Vi phạm quy định về cho vay trong hoạt động của các tổ chức tín dụng".
Ngày 18 tháng 4 năm 2018, Cơ quan Cảnh sát điều tra Bộ Công an (C46) ra Quyết định khởi tố bị can bổ sung (và đã được Viện kiểm sát nhân dân tối cao Việt Nam phê chuẩn trong cùng ngày) đối với Trần Phương Bình và Phan Văn Anh Vũ về tội Lạm dụng chức vụ, quyền hạn chiếm đoạt tài sản theo quy định tại Điều 355 Bộ luật Hình sự năm 2015, liên quan đến hành vi chiếm đoạt 200 tỷ đồng của Ngân hàng Đông Á.

## Gia đình
Vợ Trần Phương Bình là bà Cao Thị Ngọc Dung (sinh ngày 8 tháng 10 năm 1957, nguyên quán tỉnh Quảng Ngãi), Chủ tịch Hội đồng quản trị kiêm Tổng Giám đốc Công ty cổ phần Vàng bạc Đá quý Phú Nhuận (PNJ). Năm 2017, Cao Thị  Ngọc Dung có tài sản 663 tỉ đồng, là người phụ nữ giàu thứ 8 ở Việt Nam. Hai ông bà có các con gái Trần Phương Ngọc Giao, Trần Phương Ngọc Thảo, Trần Phương Ngọc Hà. Ông có anh trai tên Trần Phương Trọng, em trai tên Trần Phương Đăng.

## Phong tặng
- Danh hiệu "Doanh nhân Sài Gòn tiêu biểu năm 2009"[cần dẫn nguồn]